# Jacques Le Roy
Pour les articles homonymes, voir Le Roy et Jacques Le Roy (homonymie).
Jacques Le Roy prend le nom de Jacques de la Grange-le-Roy après l'achat du château de la Grange-Nivelon, vers 1580, qu'il a fait reconstruire entre 1584 et 1588. Il est seigneur de la Grange-le-Roy et de Grisy en Brie en 1582. Il était vivant en 1615.

## Descendance
Il s'est marié avec Françoise Godart, fille de François Godart, seigneur de La Fontaine. Il en eut :
- un fils qu'il prénomma Henri en l'honneur du roi. Il a été baptisé à l'église des Blancs-Manteaux le 23 avril 1583 ;
- François Leroy, seigneur de la Grange-le-Roi et de Grisy, comte de Montigny-sur-Armançon, conseiller du roi en ses conseil d'État et privé, bailli et gouverneur de Melun, tué au camp pendant le siège de La Rochelle, le 1er août 1628 ;
- Jacques Leroy, abbé de Quincy (36{e} abbé de l'abbaye de Quincy[4]) qui s'est ensuite marié à Francienne de L'Hôpital, fille de Jacques de L'Hôpital (mort en 1614), marquis de Choisy, Gouverneur et sénéchal d'Auvergne, et de Madeleine de Cossé (fille d'Artus de Cossé-Brissac) ;
- Catherine Leroy, mariée à Anne de Créquy, seigneur de Ricey ;
- Anne Le Roy, baptisée le 26 novembre 1584, mariée à Jean, seigneur de Nicey en Champagne.